# Fraxinus baroniana
Fraxinus baroniana — вид квіткових рослин з родини маслинових (Oleaceae).

## Опис
Це кущ чи невелике дерево. Висота: до 4 метрів. Гілочки гладкі. Листя 12–18(20) см; листкова ніжка 2–3 см; листочків 7–9; листочкова ніжка 3–5 мм; листочкова пластинка вузьколанцетна, (3.5)5–8(10) × 1–1.8(2.2) см, адаксіально гола, абаксіально біло чи жовто остюкувата вздовж основи середньої жилки, довго загострена з обох кінців, край рівномірно і віддалено зазубрений. Волоті кінцеві або бічні, 8–12 см, пухкі. Квітки дводомні, розкриваються разом з листям. Чашечка дзвоникоподібна, ≈ 1,5 мм, зубчаста. Віночок відсутній. Самара лінійно-лопатоподібна, 18–25 × 4–5 мм. Квітне у квітні, плодить у травні — липні.

## Поширення
Ендемік північно-центрального й південно-центрального Китаю:  Ганьсу, Шеньсі, Сичуань.
Росте на висотах від 700 до 1300 метрів у заростях на схилах, уздовж струмків і річок.

## Використання
Немає інформації про використання цього виду.